# Янгон
Янго́н (англ. Yangon, бірм. ရန်ကုန်မြို့, раніше Рангун) — найбільше місто та колишня столиця М'янми.
Населення міста — 4 млн або 6 млн в агломерації.
Хоча з березня 2006 року столицею країни є Найп'їдо, Янгон надалі залишається головним економічним центром країни. Інфраструктура Янгона розвинута погано в порівнянні з іншими великими містами Південно-Східної Азії. Центральні райони міста мають багато сучасних будівель, хоча і зберігають забудову колоніального періоду.

## Етимологія
Янгон — це комбінація двох бірманських слів ян і коун, які в перекладі відповідно означають «вороги» і «закінчитися». Таким чином, назва міста можна перекласти як «Кінець ворожнечі». Колоніальна назва «Рангун», швидше за все, виникла в результаті англізації вимови назви міста на араканському діалекті бірманської мови [rɔɴɡʊɴ].

## Історія міста

### Ранній період
Янгон має багату і давню історію. Як стверджую археологи ще в V ст. до н. е. тут, на березі річки Янгон, існувало поселення під назвою Оккала. Жителі Оккали займалися в основному рибним ловом. На початку XI століття (в 1028-1043 рр.) на місці Оккали виникло поселення народу мон, що стало відоме як Дагон. Дагон був невеликим рибальським селом, що виросло навколо пагоди Шведагон. В 1755 році, король Алаунпайя завоював Дагон, перейменувавши його «Янгон». Британці окупували Янгон під час Першої Англо-Бірманської війни (1824-1826), однак місто було повернуто бірманцям після закінчення війни. Місто було зруйноване пожежею 1841 року.

### Колоніальний період

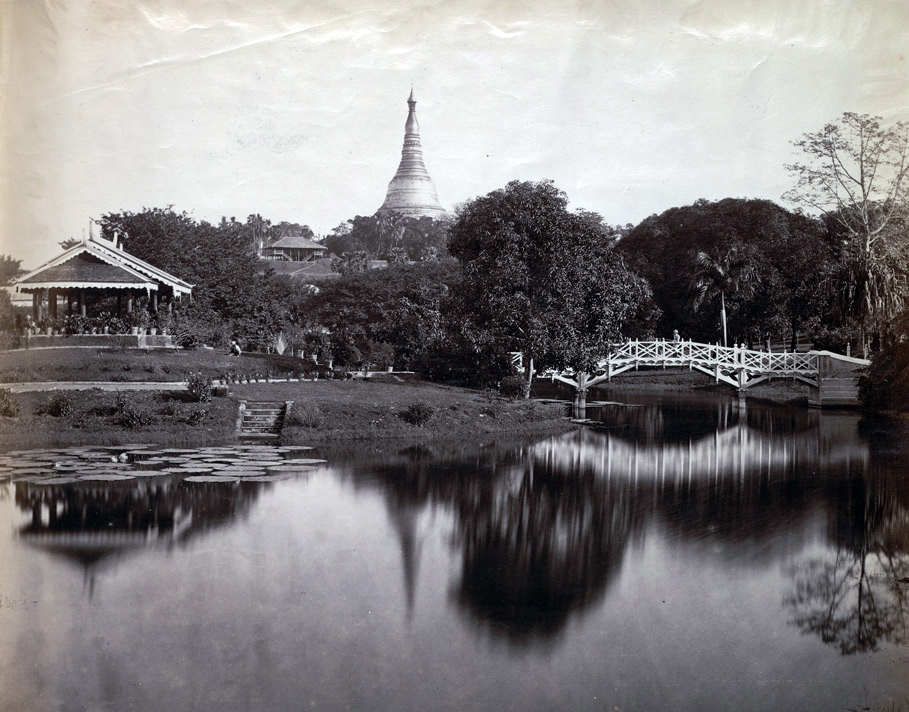
A view of the Cantonment Gardens (now Kandaw Minglar Garden) in 1868.

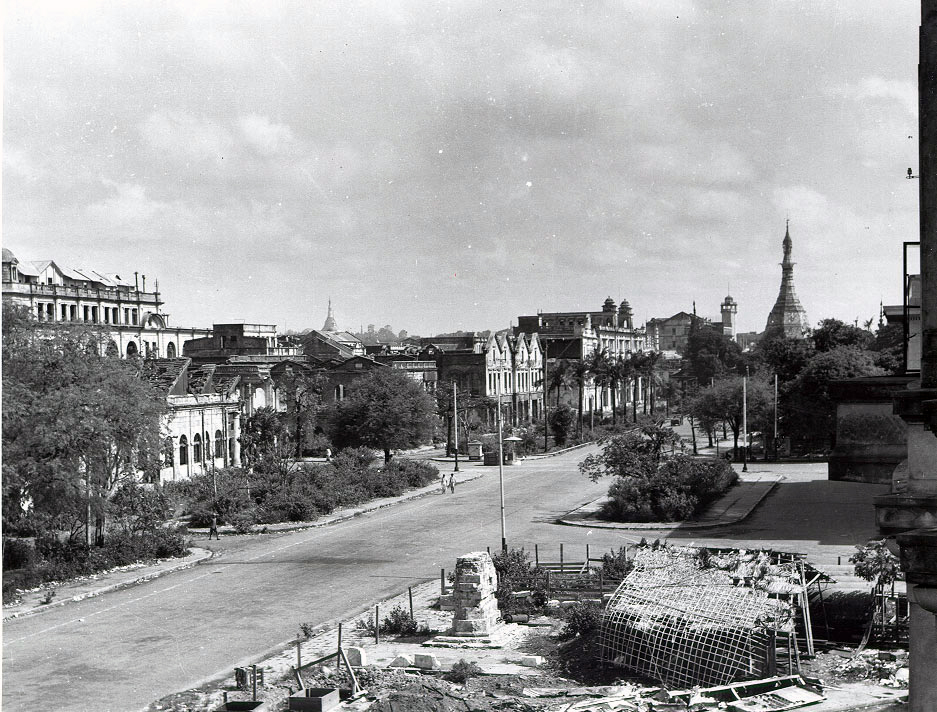
Руїни в Нижньому Рангуні — наслідок Другої світової війни

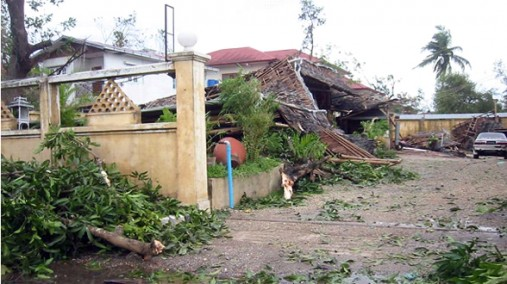
Будинок, зруйнований ураганом Наргіз

Британці встановили контроль над Янгоном і всієї Нижньої Бірмою за підсумками Другої Англо-Бірманської війни в 1852 році. Британська адміністрація послідовно перетворила Янгон в комерційний і політичний центр Британської Бірми. Янгон був місцем заслання останнього імператора імперії Великих Моголів Бахадур Шаха II, після індійського повстання 1857 року. Ґрунтуючись на плані армійського інженера лейтенанта Олександра Фрейзера британці збудували нове місто з правильною сіткою кварталів в дельті, на ділянці, обмеженій зі сходу річкою Пазундонг Крик, а з півдня і заходу — річкою Янгон. Янгон став столицею всієї Британської Бірми після капітуляції Верхньої Бірми в результаті Третьої Англо-Бірманської війни в 1885 році При британцях був заснований центральний госпіталь Рангуна і Рангунський університет.
Колоніальний Янгон, з його парками і озерами і міксом західної та традиційної дерев'яної архітектури, здобув популярність як «місто-сад Сходу».
Перед початком Другої світової війни близько 55 % з півмільйонного населення Янгона складали вихідці з Індії та інших країн Південної Азії, і лише третина — бірманці. Частину населення становили карени, бірманські китайці, англо-бірманці та інші.
Янгон був центром національно-визвольного руху на чолі зі студентами-комуністами з Рангунского університету. Три загальнонаціональні страйки проти британського панування в 1920, 1936 і 1938 роках починалися в Янгоні.
З 1942 по 1945 рік Янгон був окупований японськими військами. Звільнений союзниками в травні 1945 року. Місто сильно постраждало під час війни.
4 січня 1948 Янгон став столицею Бірманського союзу.

### Сучасний Янгон
Незабаром після здобуття Бірмою в 1948 році незалежності багато колоніальних назв вулиць і парків були замінені на бірманські. У 1989 році місту повернено назву Янгон. У постколоніальний період Янгон активно забудовувався. У 1950-ті як міста-супутники були забудовані такі райони міста як Такете, Північна і Південна Оккалапа, в 1980-ті — Хлайнтайа, Швепіта і Південний Дагоун. Сьогодні площа Великого Янгона становить приблизно 600 км².

## Фізико-географічна характеристика

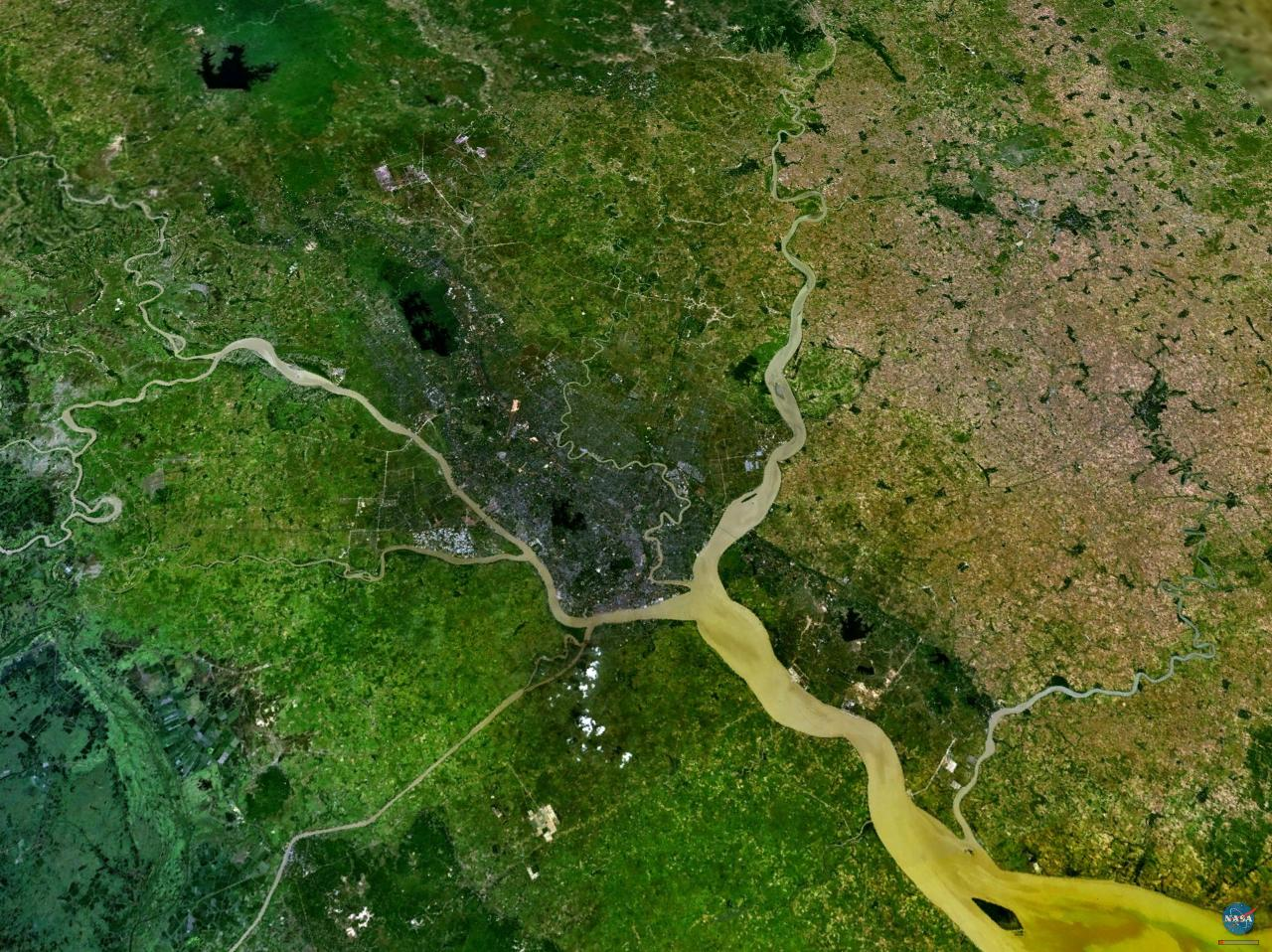
Космічний знімок околиць Янгона

Янгон розташований в Нижній М'янмі у злиття річок Янгон і Баго приблизно за 30 км від затоки Мартабан.

### Клімат
Клімат Янгона згідно класифікації кліматів Кеппена — тропічний мусонний. З травня по жовтень триває сезон дощів, в який випадає велика частина річної норми опадів; в сухий сезон (з листопада по квітень) кількість опадів мінімальна. У сухий сезон погода спекотна: середній максимум досягає +37 °C в квітні, середній мінімум при цьому +24,3 °C.
| Кліматограма м. Янгон                                                                               | Кліматограма м. Янгон | Кліматограма м. Янгон | Кліматограма м. Янгон | Кліматограма м. Янгон | Кліматограма м. Янгон | Кліматограма м. Янгон | Кліматограма м. Янгон | Кліматограма м. Янгон | Кліматограма м. Янгон | Кліматограма м. Янгон | Кліматограма м. Янгон |
| --------------------------------------------------------------------------------------------------- | --------------------- | --------------------- | --------------------- | --------------------- | --------------------- | --------------------- | --------------------- | --------------------- | --------------------- | --------------------- | --------------------- |
| С                                                                                                   | Л                     | Б                     | К                     | Т                     | Ч                     | Л                     | С                     | В                     | Ж                     | Л                     | Г                     |
| 5 32 18                                                                                             | 2 35 19               | 7 36 22               | 51 37 24              | 303 33 25             | 547 30 25             | 559 30 24             | 602 30 24             | 368 30 24             | 206 32 24             | 60 32 22              | 7 32 19               |
| Середня макс. і мін. температури повітря (°C) Атмосферні опади (мм), за рік : 2717 мм. Джерело: WMO |                       |                       |                       |                       |                       |                       |                       |                       |                       |                       |                       |

| Клімат 1981–2010, 1881–1990 | Клімат 1981–2010, 1881–1990 | Клімат 1981–2010, 1881–1990 | Клімат 1981–2010, 1881–1990 | Клімат 1981–2010, 1881–1990 | Клімат 1981–2010, 1881–1990 | Клімат 1981–2010, 1881–1990 | Клімат 1981–2010, 1881–1990 | Клімат 1981–2010, 1881–1990 | Клімат 1981–2010, 1881–1990 | Клімат 1981–2010, 1881–1990 | Клімат 1981–2010, 1881–1990 | Клімат 1981–2010, 1881–1990 | Клімат 1981–2010, 1881–1990 |
| Показник | Січ.                        | Лют.                        | Бер.                        | Квіт.                       | Трав.                       | Черв.                       | Лип.                        | Серп.                       | Вер.                        | Жовт.                       | Лист.                       | Груд.                       | Рік                         |
| Абсолютний максимум, °C | 38,9                        | 38,9                        | 40,0                        | 41,1                        | 41,1                        | 37,8                        | 37,8                        | 34,4                        | 38,9                        | 37,8                        | 38,9                        | 35,6                        | 41,1                        |
| Середній максимум, °C | 33,2                        | 35,2                        | 36,7                        | 37,5                        | 34,2                        | 30,8                        | 30,3                        | 30,0                        | 30,9                        | 32,2                        | 33,1                        | 32,5                        | 33,1                        |
| Середня температура, °C | 24,8                        | 26,5                        | 28,6                        | 31,0                        | 29,2                        | 27,4                        | 26,8                        | 26,9                        | 27,5                        | 27,6                        | 27,3                        | 25,0                        | 27,4                        |
| Середній мінімум, °C | 16,7                        | 18,4                        | 21,0                        | 23,8                        | 24,3                        | 23,6                        | 23,2                        | 23,2                        | 23,2                        | 23,1                        | 21,3                        | 17,8                        | 21,6                        |
| Абсолютний мінімум, °C | 12,2                        | 13,3                        | 16,1                        | 20,0                        | 20,0                        | 20,0                        | 21,1                        | 20,0                        | 20,0                        | 20,0                        | 15,0                        | 12,8                        | 12,2                        |
| Середня кількість сонячних годин на місяць | 300                         | 272                         | 290                         | 292                         | 181                         | 80                          | 77                          | 92                          | 97                          | 203                         | 280                         | 288                         | 2452                        |
| Днів з дощем | 0,2                         | 0,2                         | 0,4                         | 1,6                         | 12,6                        | 25,3                        | 26,2                        | 26,1                        | 19,5                        | 12,2                        | 4,8                         | 0,2                         | 129,3                       |
| Вологість повітря, % | 62                          | 66                          | 69                          | 66                          | 73                          | 85                          | 86                          | 87                          | 85                          | 78                          | 71                          | 65                          | 74                          |
| --- | --------------------------- | --------------------------- | --------------------------- | --------------------------- | --------------------------- | --------------------------- | --------------------------- | --------------------------- | --------------------------- | --------------------------- | --------------------------- | --------------------------- | --------------------------- |
| Джерело: Norwegian Meteorological Institute, World Meteorological Organization, Deutscher Wetterdienst (extremes), Danish Meteorological Institute, Tokyo Climate Center |                             |                             |                             |                             |                             |                             |                             |                             |                             |                             |                             |                             |                             |

## Адміністративно-територіальний поділ

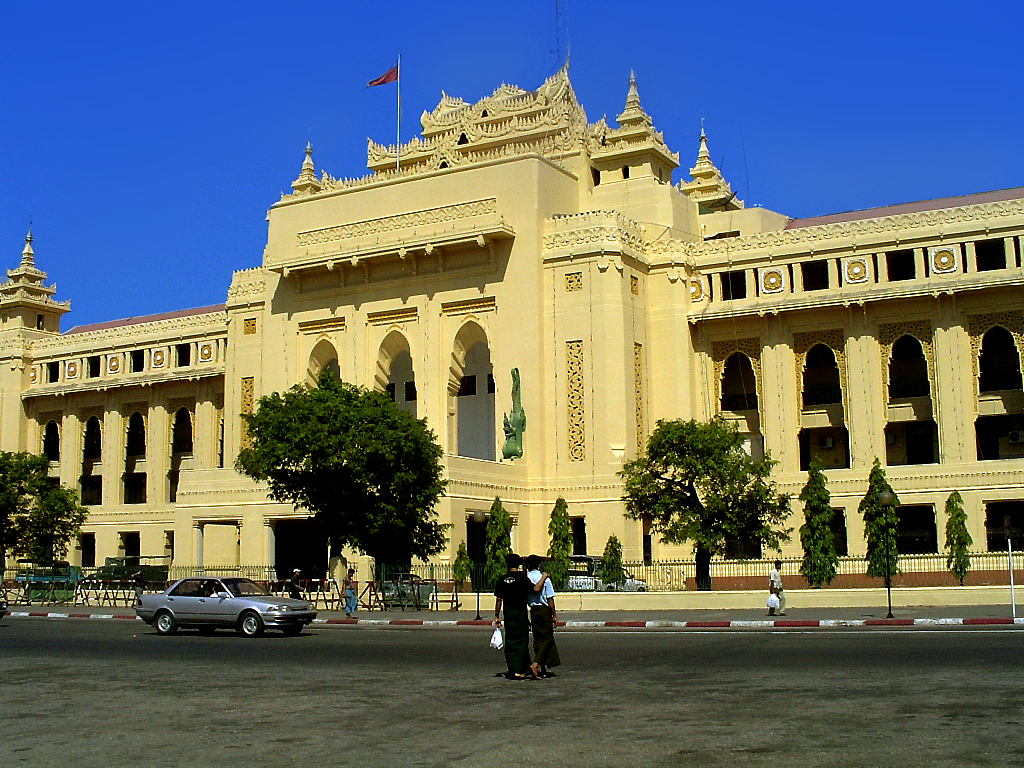
Міська рада

Янгон управляється Комітетом з розвитку Янгона (YCDC). Комітет також координує питання міського планування. Місто поділено на 4 округи. Округи об'єднують 33 райони. Кожен район управляється комітетом районних лідерів, які приймають рішення з питань благоустрою та розвитку інфраструктури. Їх юрисдикція не поширюється на міста-супутники.

## Населення
Янгон — найгустозаселеніше місто М'янми, проте оцінки чисельності населення міста дуже різні (останній перепис населення в М'янмі проводилася в 1983 році). За оцінкою ООН, в 2010 році населення міста становило 4,35 мільйона чоловік, проте згідно з оцінкою Державного департаменту США 2009 року населення міста становило 5,5 мільйона чоловік. Швидше за все, оцінка Державного департаменту США точніше, оскільки оцінка ООН не враховує розширення меж міста за останні два десятиліття. Після 1948 року населення міста значно зросло за рахунок міграції населення з інших регіонів країни (в основному, власне бірманців) в такі міста-супутники як Південна Оккалапа і Такете в 1950-ті і в Східний, Північний і Південний Дагоун в 1990-х. Рішення про перенесення столиці в Нейп'їдо стало причиною переїзду невідомої кількості цивільних службовців.
Янгон — найбільш багатонаціональне місто країни. Якщо до Другої світової війни відносна більшість населення Янгона становили індуси, то сьогодні більшість населення міста мають бірманське походження. Великі громади складають вихідці з Індії та інших країн Південної Азії і бірманські китайці, все ще переважно проживають в кварталах, прилеглих до даунтауна. Не є рідкістю змішані шлюби — особливо між бірманцями і китайцями. Також у місті проживає значна кількість араканців і каренів.
Основною мовою спілкування є бірманська. Популярними мовами для вивчення, крім англійської, є китайська, японська, французька і корейська.

## Економіка

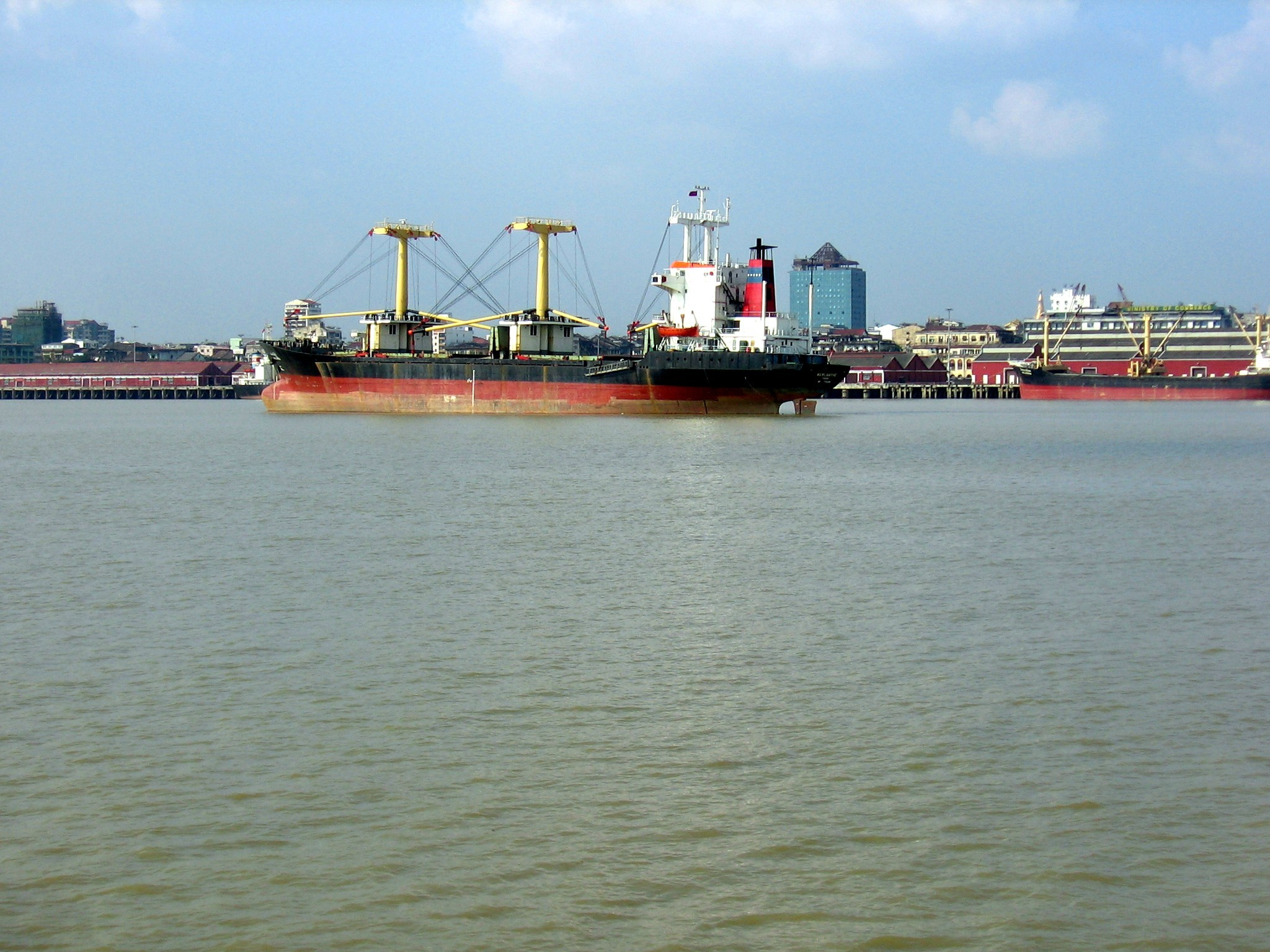
Вантажні судна на берегах річки Янгон

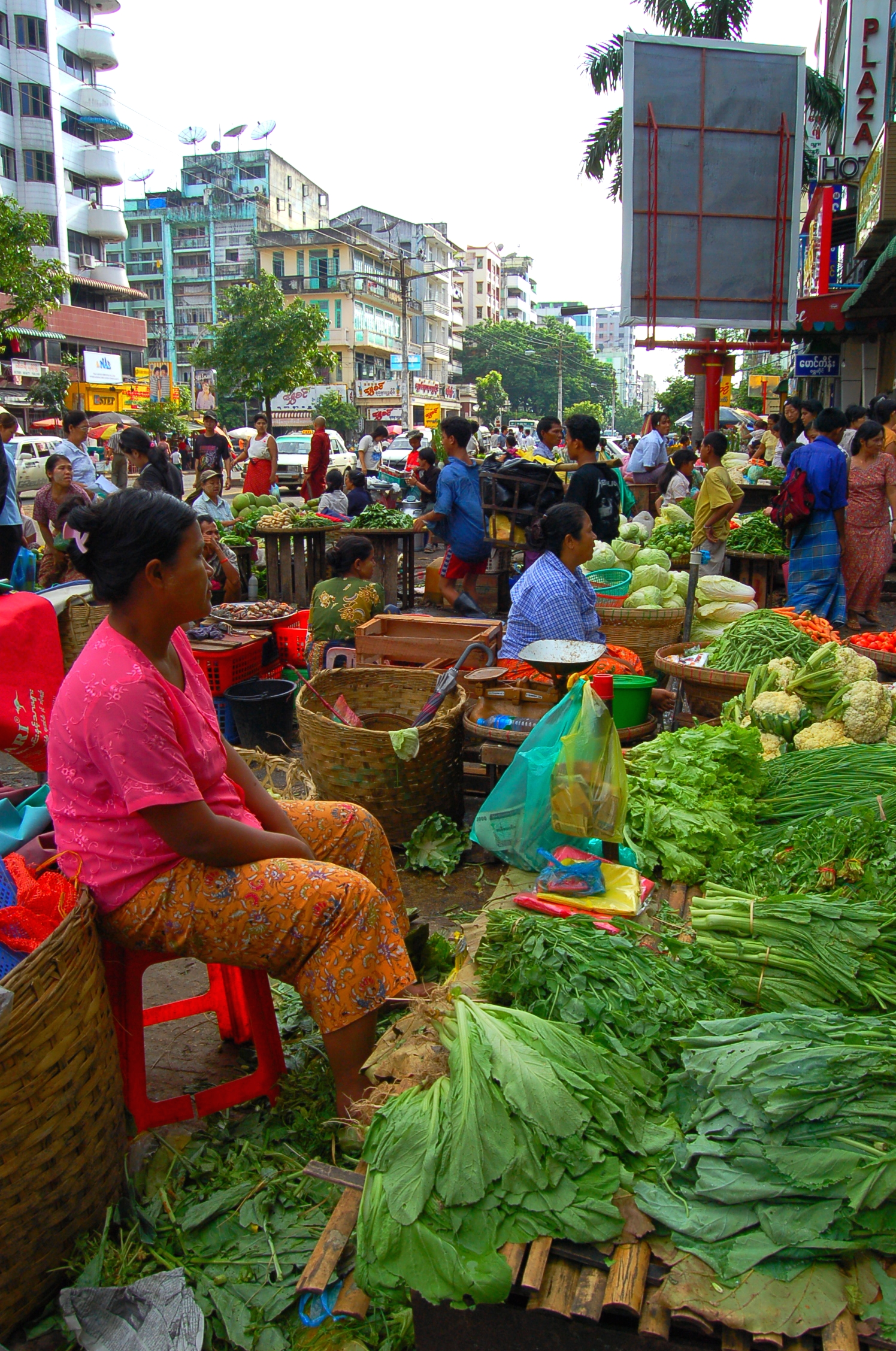
Вуличний ринок в Даунтауні

Янгон — головний торговельний і промисловий центр країни, центр індустрії розваг і туризму. У місті виробляється п'ята частина валового внутрішнього продукту М'янми. Згідно з даними офіційної статистики за 2010-2011 податковий рік, розмір економіки Янгона склав 8930 млрд к'ят, або 23 % національного ВВП
Місто — ключовий комерційний центр Нижньої М'янми для всіх видів товарів — від основних продуктів харчування до старих автомобілів, хоча розвитку торгівлі суттєво перешкоджає нерозвинений банківський сектор та стан інфраструктури. В Янгоні розташований ринок Баїннаунг — найбільший центр торгівлі рисом, квасолею, бобовими та іншими сільськогосподарськими товарами. Також в Янгоні розташований найбільший і найбільш завантажений порт країни — Тхілава. В Янгоні велика частка неофіційної торгівлі, основним місцем якої є вуличні ринки, розташовані вздовж вулиць Даунтауна. Однак 17 червня 2011 року, Міський комітет з розвитку оголосив про майбутню заборону торгівлі на вулицях (була дозволена з третьої години дня), та дозвіл вуличної торгівлі тільки в районах проживання. З 1 грудня 2009 року в Янгоні заборонено використання поліетилену високої щільності і пластикових пакетів.
Промисловість створює значне число робочих місць. Янгон оточує, як мінімум, 14 промислових зон, на 4300 підприємствах, розташованих в яких, станом на 2010 рік було зайнято близько 150 тисяч робочих. Місто — центр швейної промисловості, її продукція щорічно експортується з країни на суму 292 мільйонів доларів США. Для більше 80 % фабричних робітників зайнятість є постійною. Багато хто з них молоді жінки у віці від 15 до 27 років, які прибули в Янгон з інших районів країни в пошуках кращого життя. Промисловість страждає від структурних (наприклад, хронічна нестача потужностей) і політичних (економічні санкції) проблем. У 2008 році потреба 2500 фабрик Янгона в електроенергії становила 120 МВт, потреби всього міста оцінювалися від 250 МВт до 530 МВт. Хронічна нестача електроенергії є причиною обмеження роботи промислових підприємств з 6 до 8 вечора
Важливим джерелом зайнятості також є будівництво. На індустрії негативно позначився переїзд багатьох урядових установ і цивільних службовців в Нейп'їдо. Згідно новими будівельними нормативами, прийнятими в серпні 2009 року, забудовники зобов'язані передбачати створення не менше 12 паркувальних місць на кожен поверх будівлі, що зводиться. У 2009-2010 фіскальному році було видано тільки 334 дозволи на будівництво (582 в 2008-2009 році).
Важливим джерелом надходження іноземної валюти є туризм, хоча в порівнянні з іншими країнами Південно-Східної Азії потік туристів є незначним — близько 250 000 до шафранової революції у вересні 2007 року. Число туристів впало після шафранового революції і урагану Наргіз. Нещодавнє поліпшення політичного клімату в країні привертає все більше число іноземних туристів і підприємців. У 2011 році пасажиропотік міжнародного аеропорту Янгона склав від 300 000 до 400 000 чоловік. Однак, через недоінвестування тільки 3000 із загального числа 8000 готельних місць «придатні для розміщення туристів».

## Освіта

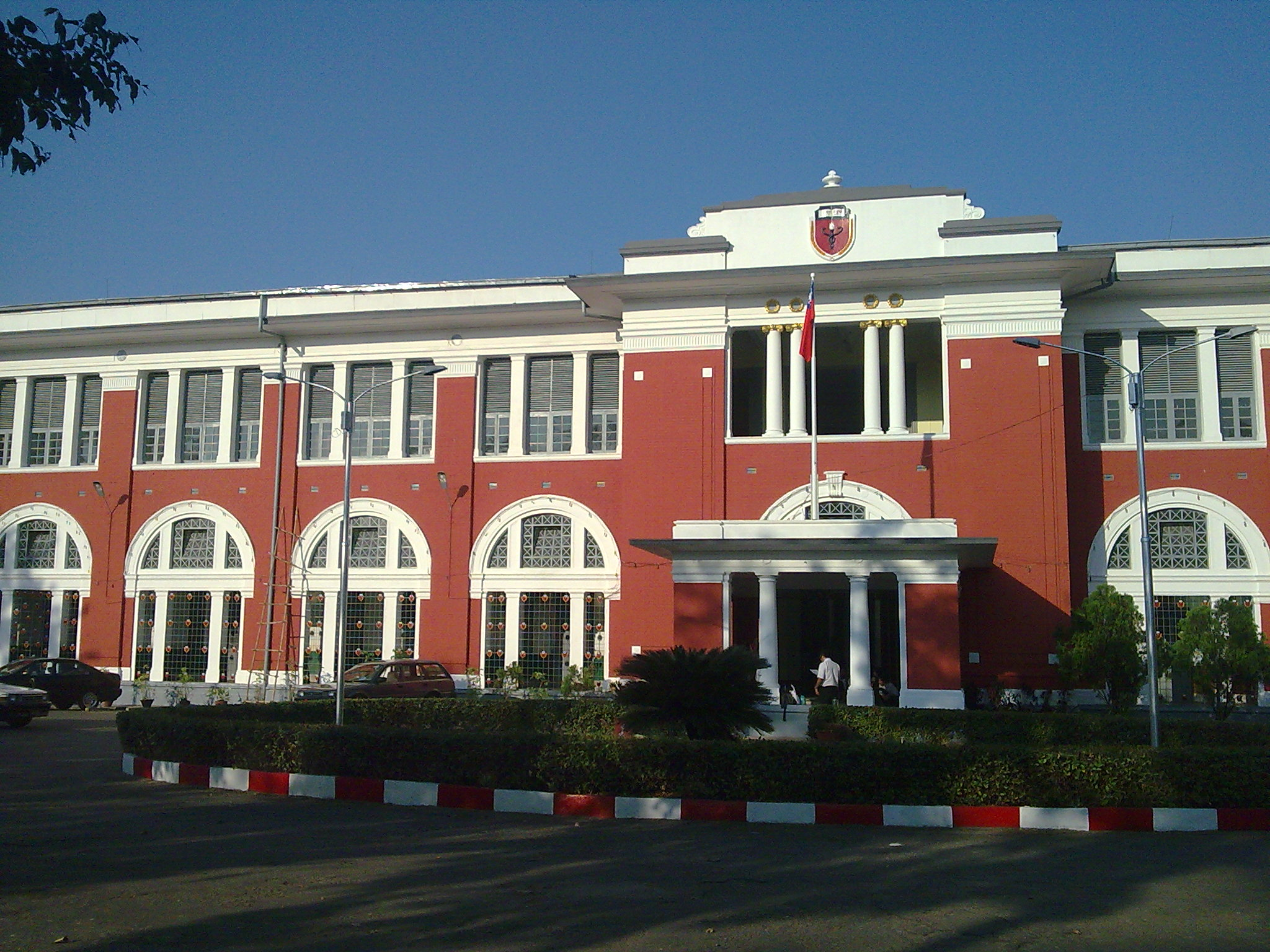
1-й Медичний університет

В Янгоні розташовані найкращі освітні установи М'янми. Проте в місті яскраво виражена нерівність можливостей між бідними і багатими школами. Практично позбавлені державного фінансування — школи змушені покладатися на добровільні та примусові збори і пожертвування з боку батьків, що є причиною залишення навчання багатьма учнями з бідних сімей.
Вища освіта
В Янгоні розташовано близько 20 університетів і коледжів, в тому числі найстаріший і найбільш відомий університет М'янми — Янгонський університет, однак сьогодні він готує в основному аспірантів і не реалізує програми бакалаврату. Після національного повстання 1988 року, військовий уряд закрив університет і перевів велику частину студентів університету в нові виші, такі як Університет Дагоуна, Університет Східного Янгона і Університет Західного Янгона. Тим не менш, найкращі виші країни як і раніше знаходяться в Янгоні. Деякі спеціальності можна отримати тільки у вишах міста. Найпопулярнішими вишами є Перший і Другий медичні університети, Янгонський технологічний університет, Університет комп'ютерних досліджень і Морський університет М'янми.

## Транспорт
Янгон — найбільший транспортний вузол країни.

### Повітряний транспорт
Міжнародний аеропорт Янгона, розташований за 19 км від центру міста, є головною повітряною гаванню країни. З нього здійснюються прямі рейси в найбільші міста Азії — Дакку, Ханой, Хошимін, Гонконг, Токіо, Пекін, Сеул, Гуанчжоу, Тайбей, Бангкок, Куала-Лумпур, Куньмін і Сінгапур, а також внутрішні рейси по 20 напрямам, основні з них — в Паган, Мандалай, Хехо, Нгапалі і Нейп'їдо.

### Залізничний транспорт

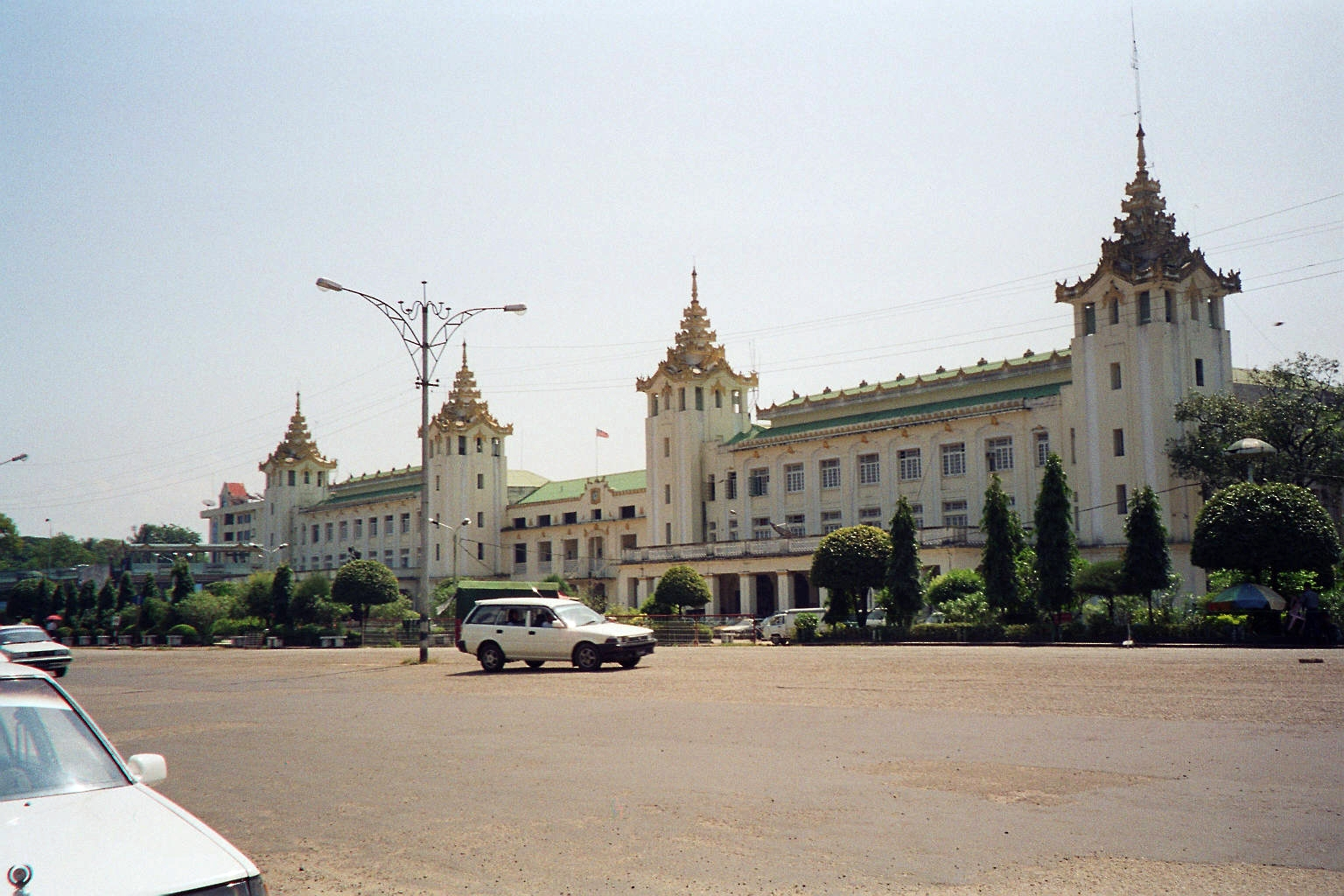
Центральний вокзал

Центральний вокзал Янгона — головний термінал залізниць М'янми — мережі із загальною протяжністю 5403 км.
Кільцева залізниця Янгона протяжністю 45,9 км, налічує 39 станцій, пов'язує передмістя Янгона. На поїзди, що курсують по лінії, щодня продається близько 150 тисяч квитків.

### Автотранспорт
Загальна протяжність автодоріг Янгона становить 4456 км (станом на березень 2011 року). Більшість доріг знаходяться в жалюгідному стані і не справляються з потоком машин. Велика частина жителів міста не може дозволити собі мати особистий автомобіль і користується громадським транспортом. На приблизно 3000 маршрутах публічних і приватних перевізників діє близько 6300 автобусів, що перевозять близько 4 400 000 пасажирів на день. Всі автобуси і 80 % таксі в Янгоні працюють на стиснутому природному газі відповідно до урядового указу 2005 року. У місті діє два міжміських автовокзали
З 1970 року в Янгоні діє правосторонній рух. Тим не менш, на дорогах міста до цих пір можна зустріти досить багато праворульних автомобілів, зроблених для лівостороннього руху (в основному, ввезених з Японії).

### Водний транспорт
4 головні пасажирські пристані Янгона, розташовані в центрі міста, обслуговують в основному місцеві пороми, наступні в Далу, Танхлїн і дельту Іраваді. 35-км канал Тванте є найбільш коротким шляхом, що зв'язує з 1990-х Янгон і дельту Іраваді.

## Пам'ятки

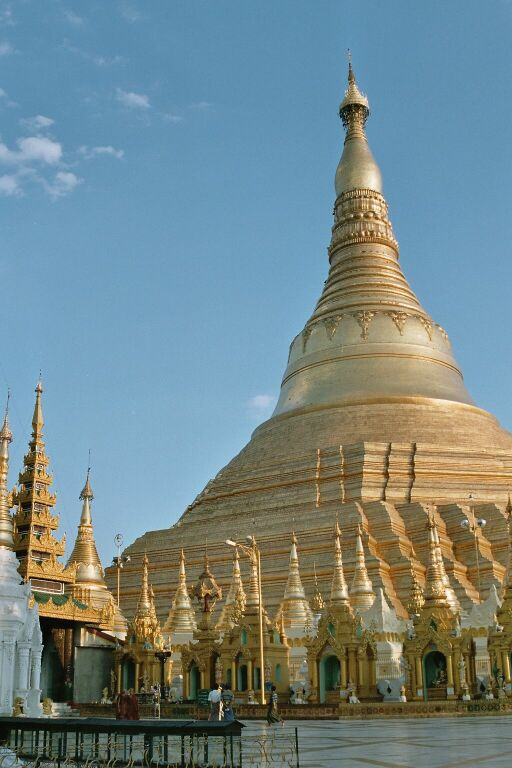
Ступа Шведагон в Рангуні

- Величезна золота ступа Шведагон височить над містом. Навколо ступи — храмовий комплекс з декількох десятків павільйонів. Для іноземців обладнані спеціальні ліфти, щоб не підніматися на платформу по сотнях сходинок. По периметру платформа розділена на 8 частин, відповідних 8 світилам та 8 дням тижня (у традиційному бірманському астрологічному календар і середа ділиться на дві частини). У кожній з восьми секцій знаходяться павільйони, де розташовуються святилища духів — натів. За традицією, підношення натам і медитації в павільйоні, відповідному дню тижня, коли людина народилася, призводять до виконання бажань. В одному з павільйонів висить дзвін, який англійці, намагаючись відвезти, втопили в річці, а бірманські інженери витягли з мулу і поставили назад. Навпроти Шведагона — ще одна пагода меншого розміру — Маха Візая, яка, тим не менш, не має для віруючих особливого сакрального значення і відвідується значно гірше. Її звів в 1980 році генерал Не Він, який правив країною в 1962-1988 роках, щоб, за прикладом государів давнини, поліпшити власну карму.
- Ступа Суле, розташована в самому центрі міста на перехресті головних вулиць, за переказами, зберігає волосся Будди. У ступи Суле приносять квіти буддам днів тижня і поливають їх водою.

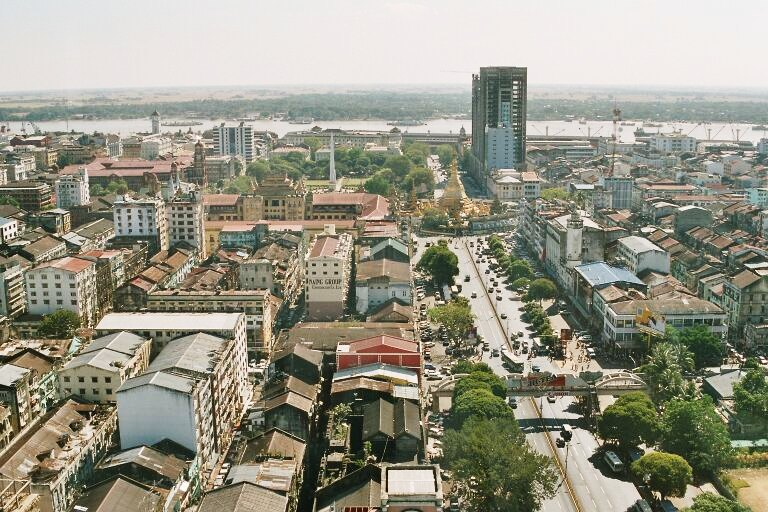
Вид міста Рангуна зі ступою Суле на центральній площі

- У комплексі Ботатхаун навколо ступи побудований дзеркальний лабіринт із золотими реліквіями останнього короля Бірми Міндона.
- Ступа Каба Ей була побудована за пропозицією першого прем'єр-міністра незалежної Бірми У Ну до 6-го Всесвітнього буддійському Синоду, що відбувся в 1954-1956 рр. Навколо ступи стоять зображення Будди, привезені з усіх буддійських країн світу.
- Величезний лежачий Будда знаходиться в павільйоні Чаутхачжі Пайя. На ступнях — малюнок «сліду» Будди, за яким астрологи визначили його майбутнє.
- Синагога Мусмеах Єшуа, заснована ще під час англійського панування. Більшість єврейських сімей давно покинули Бірму, і синагога обслуговує переважно посольства та іноземців.

## Міста-побратими
- Хошимін, В'єтнам (2012)[43]
- Палангкарая, провінція Центральний Калімантан, Індонезія
- Куньмін, провінція Юньнань, Китай
- Наньнін, Гуансі-Чжуанський автономний район, Китай
- Янчжоу, провінція Цзянсу, Китай
- Футю, Японія
- Катманду, Непал

## Галерея

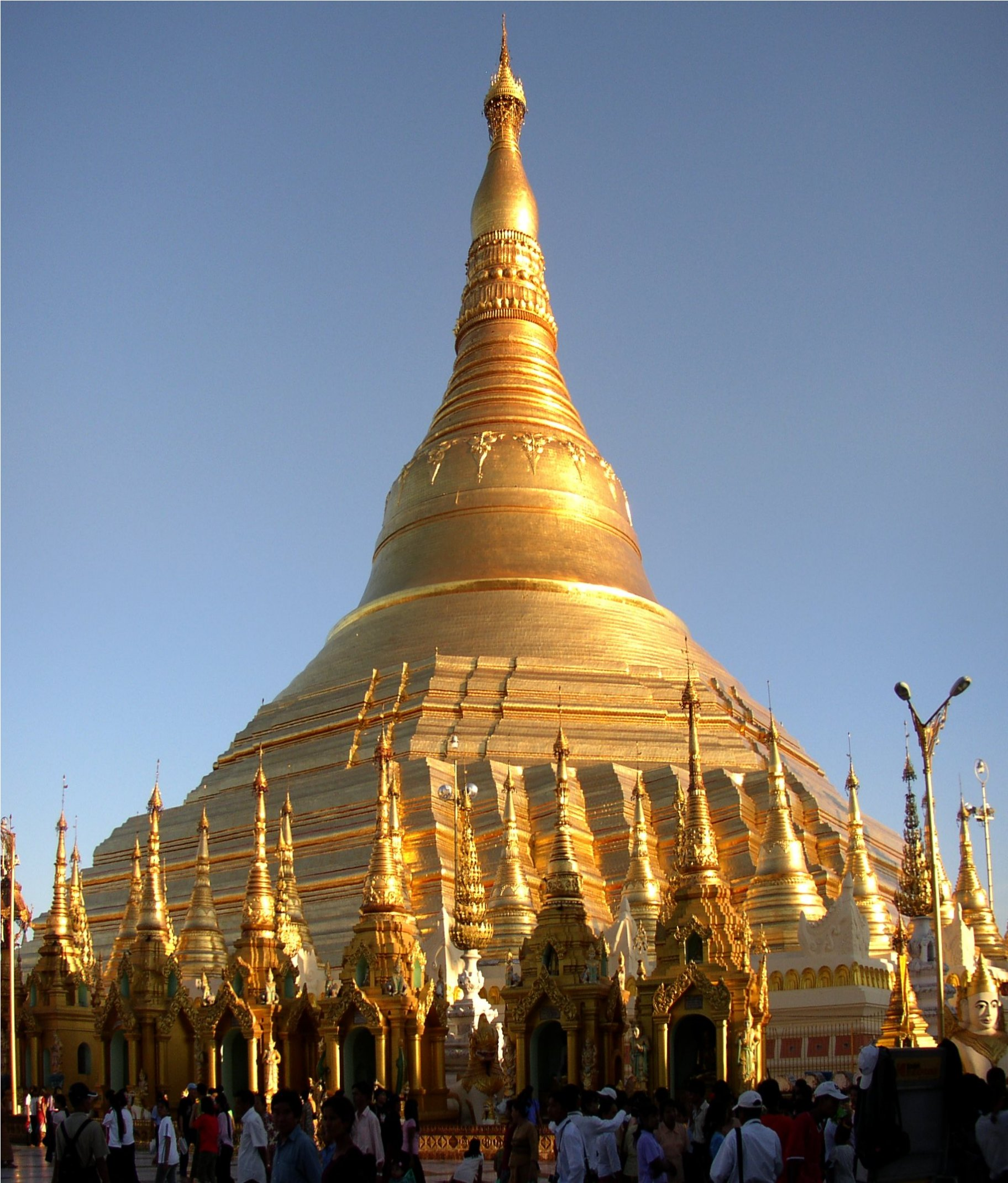
Shwedagon Pagoda
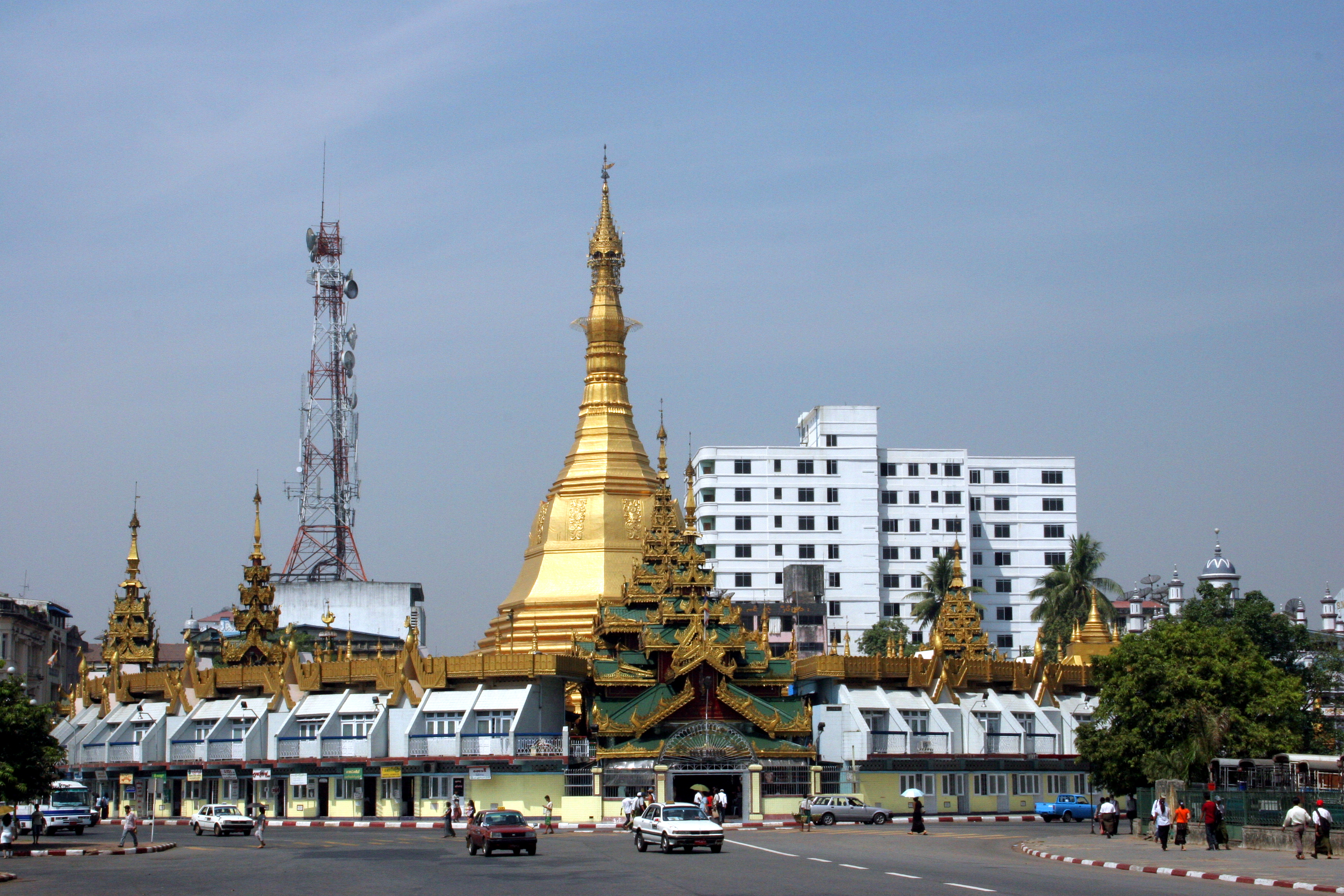
Sule Pagoda
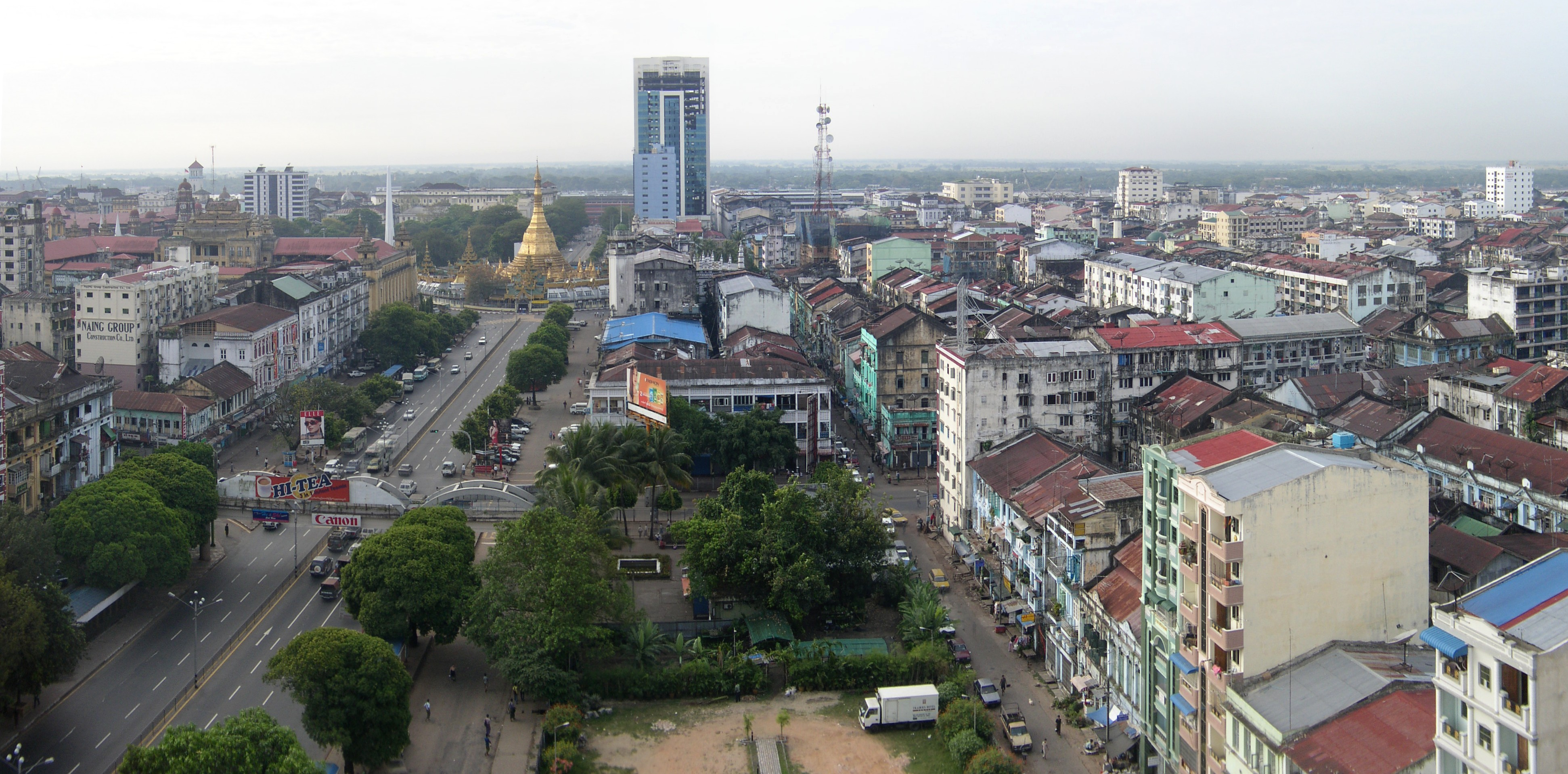
Downtown Yangon, facing Sule Pagoda and Hlaing River
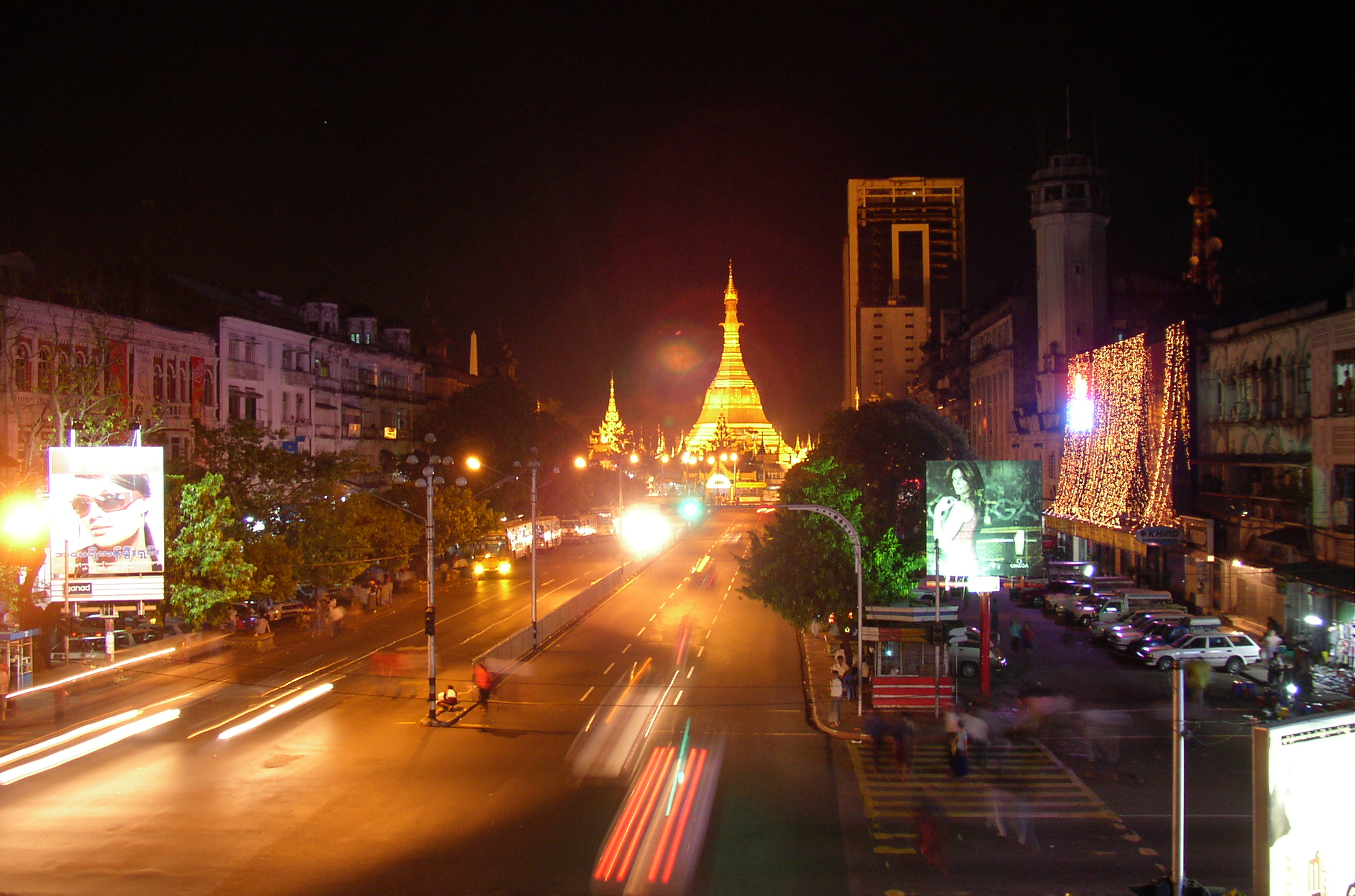
Нижнє місто вночі
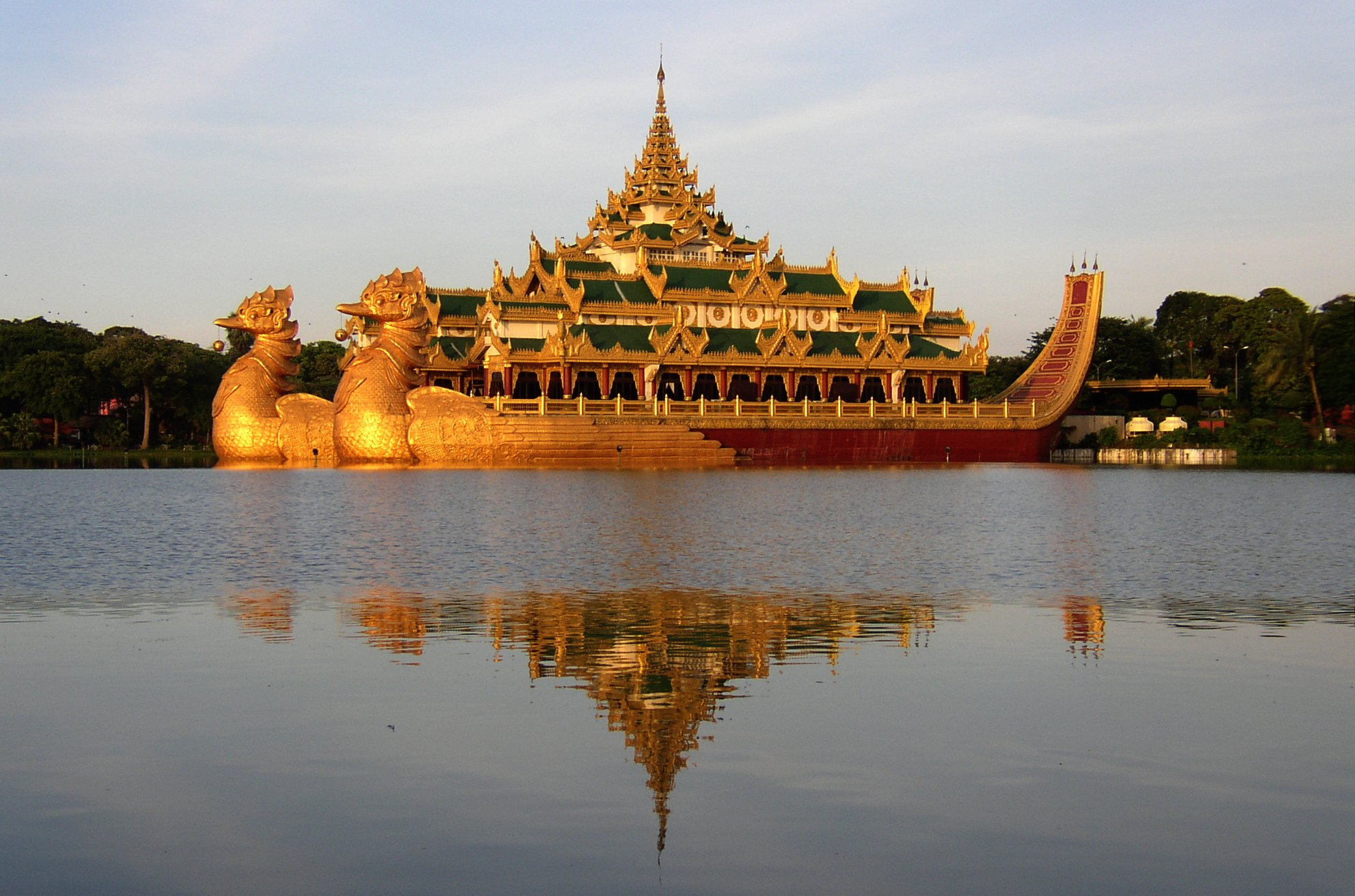
Палац Каравеік
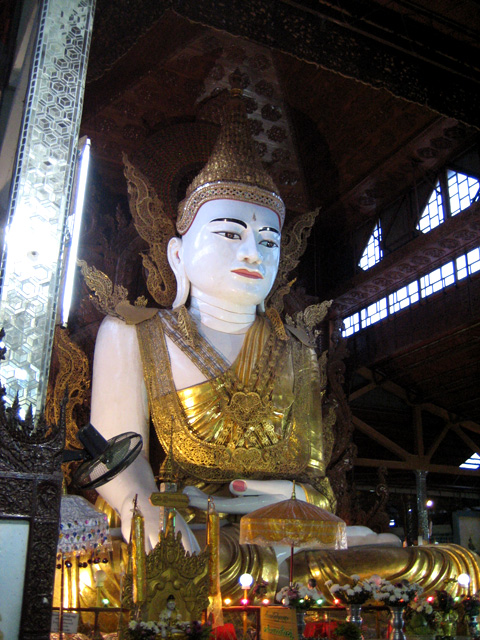
Будда
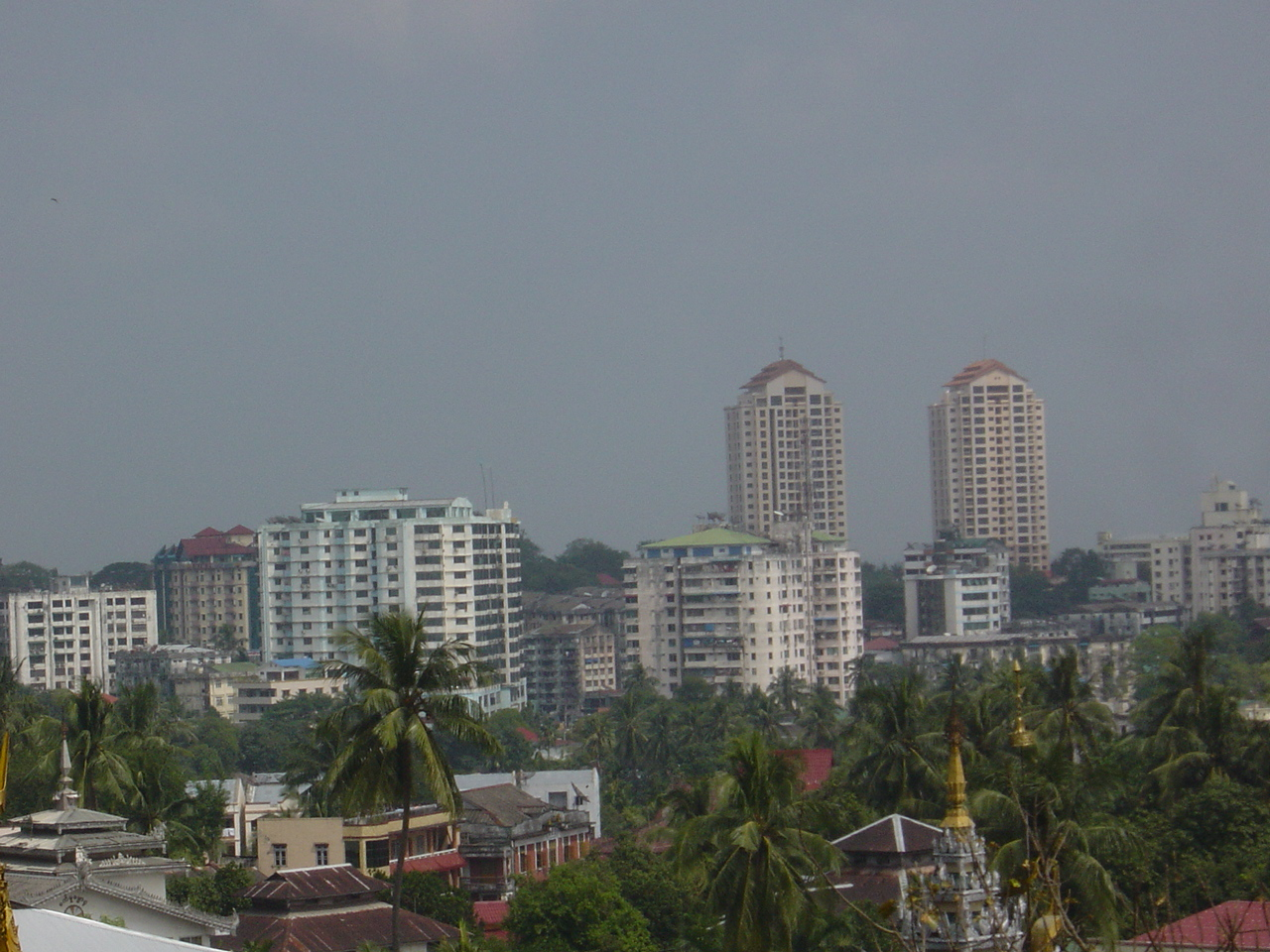
Центральний Янгон
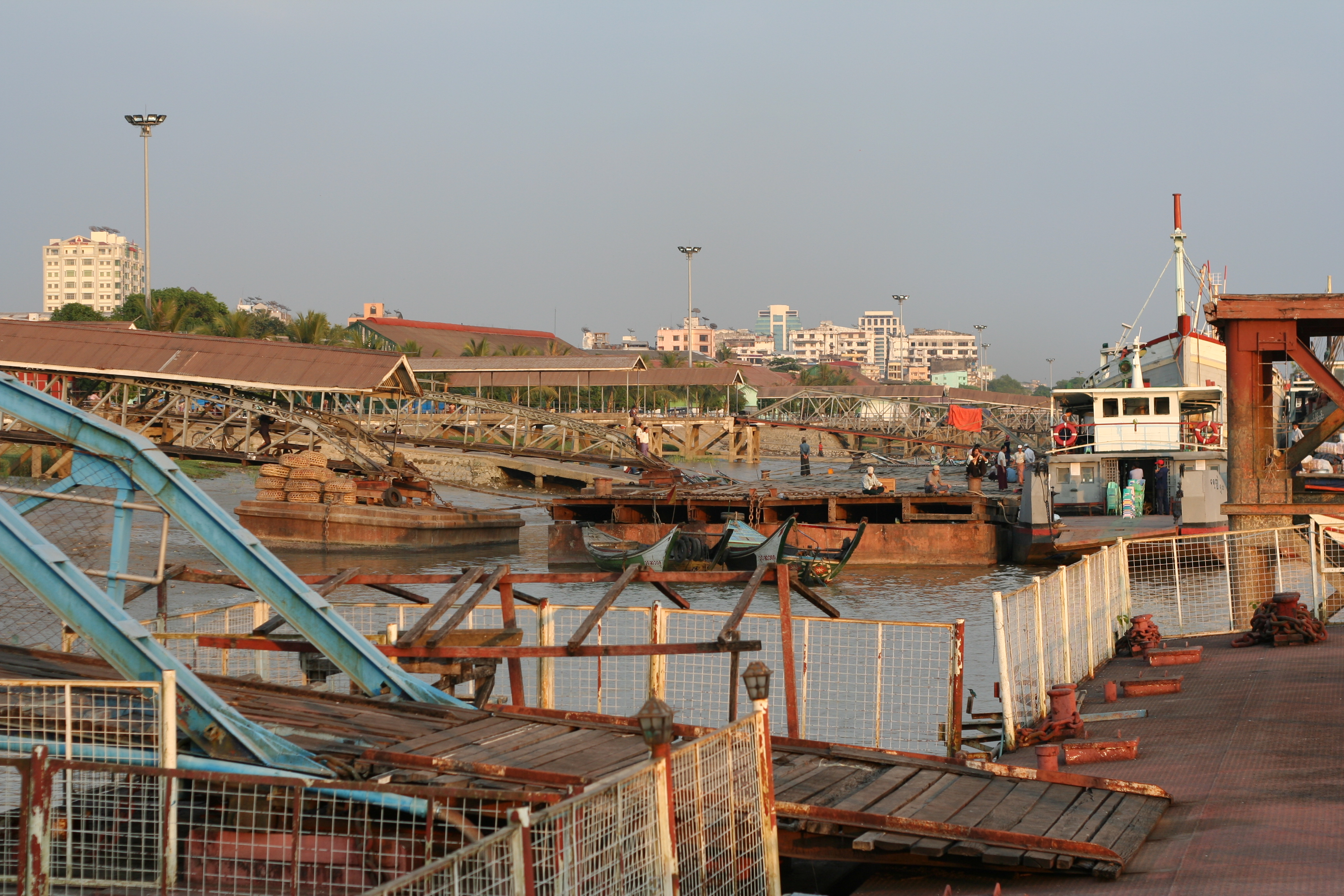
Ріка Янгону
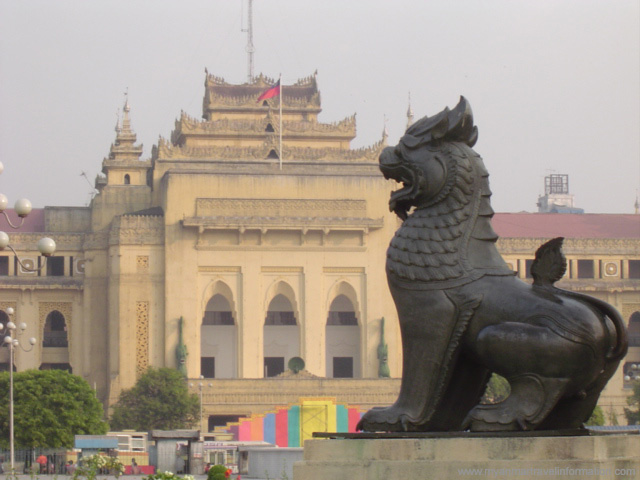
Yangon City Hall вид з парку Махатанбула
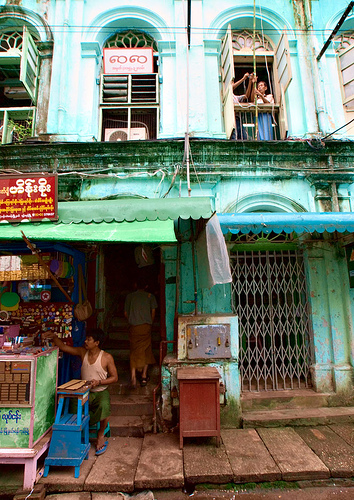
Будинки в Нижньому Янгоні
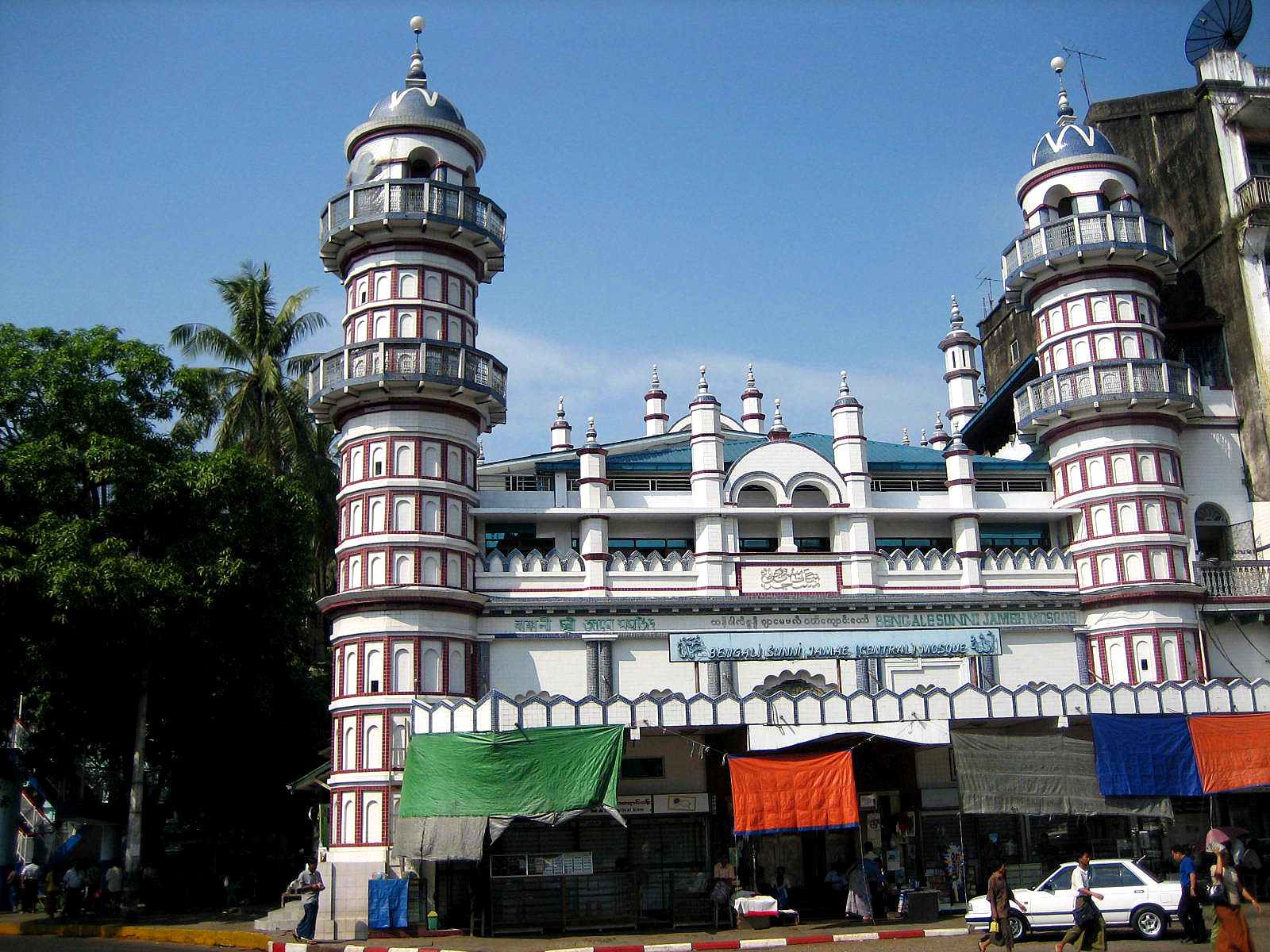
Bengali Sunni Jameh Mosque
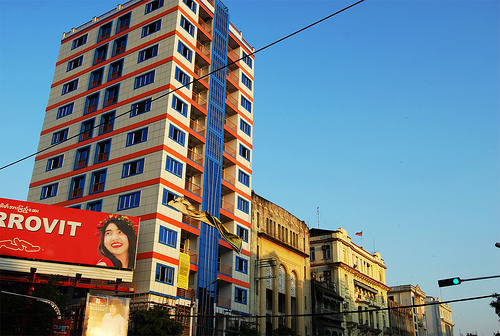
Квартири Нижнього міста
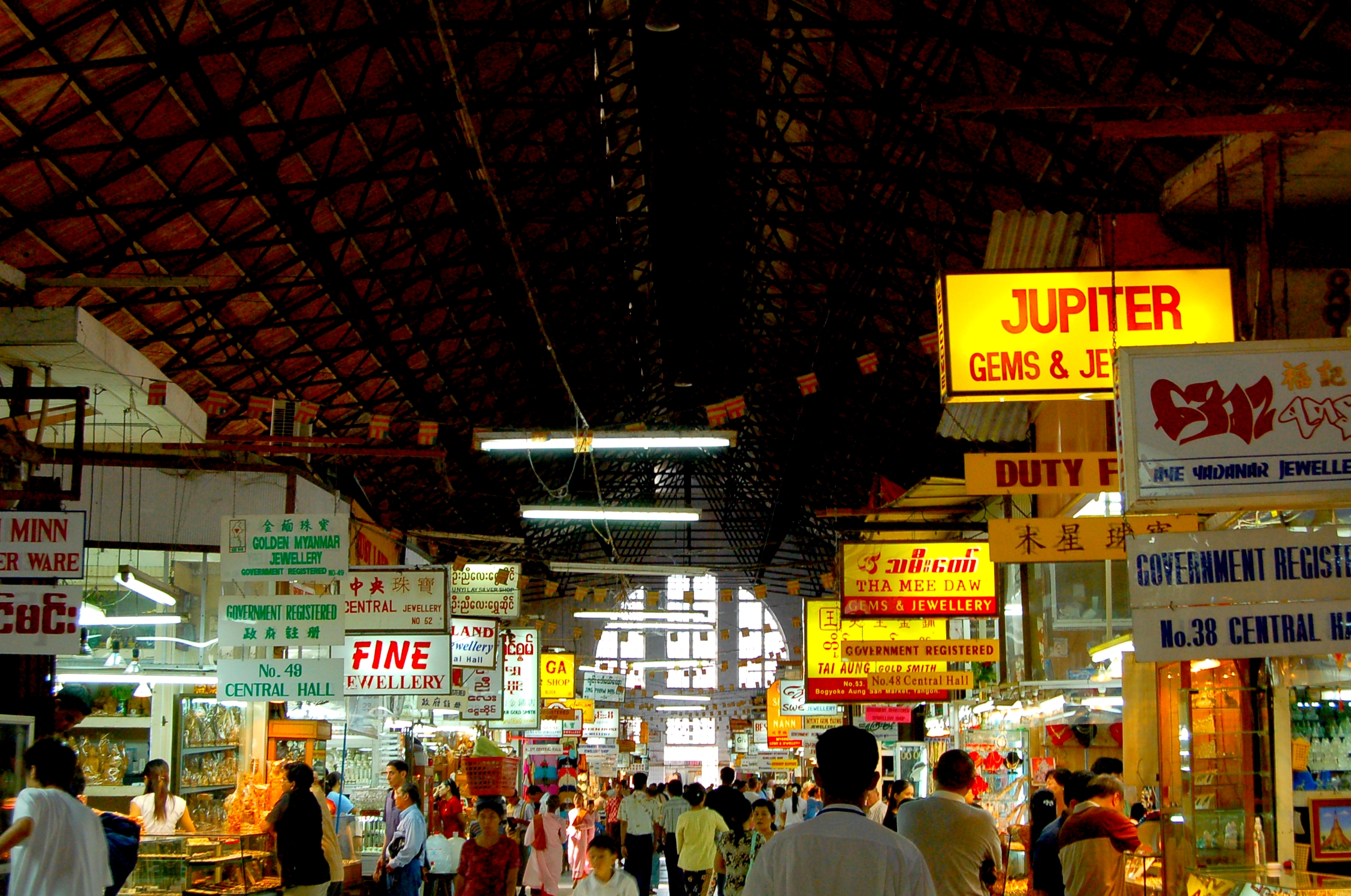
A Jewellery Market in Bogyoke Aung San Market
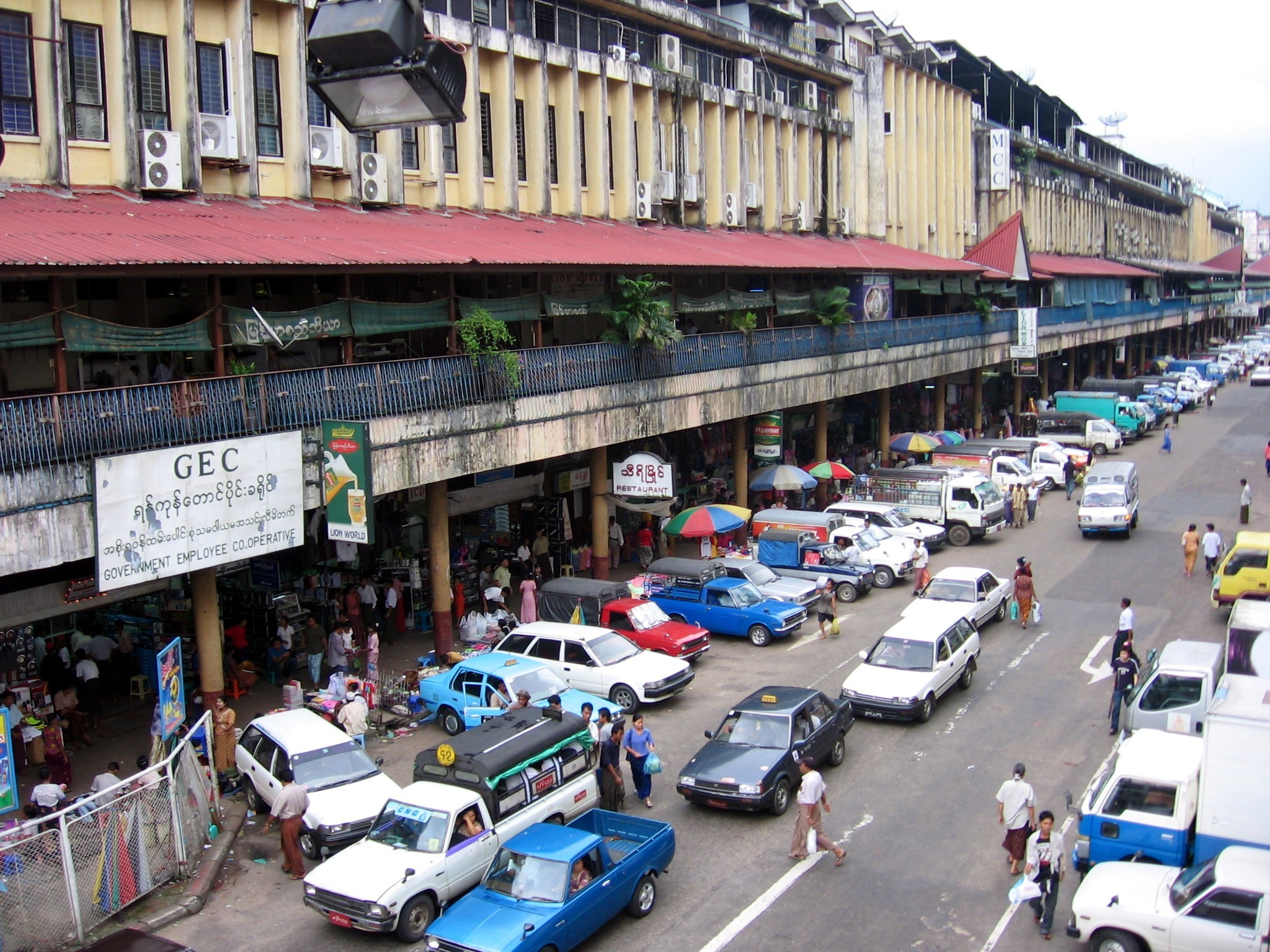
Базар Нижнього міста
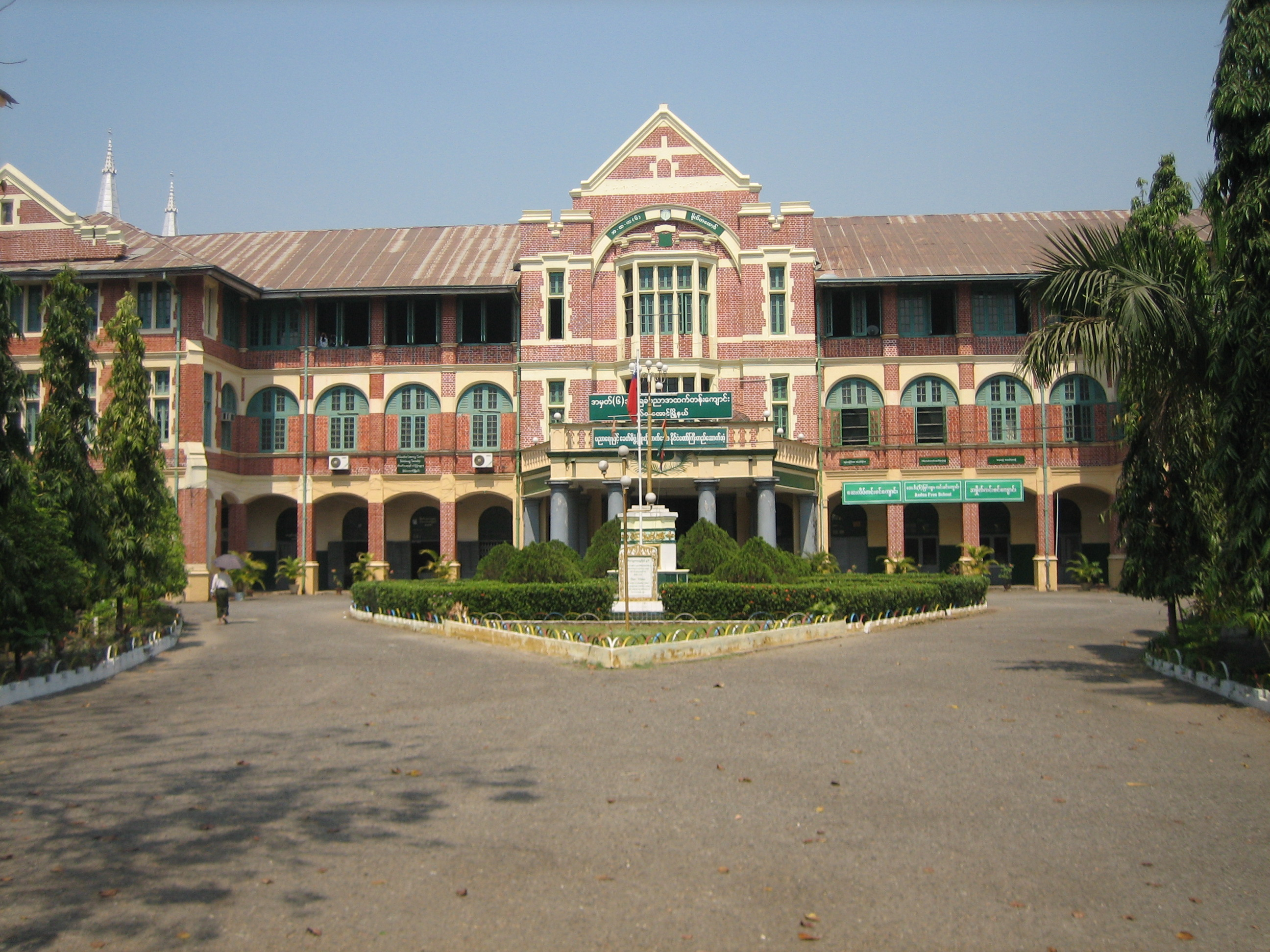
СЗШ № 6
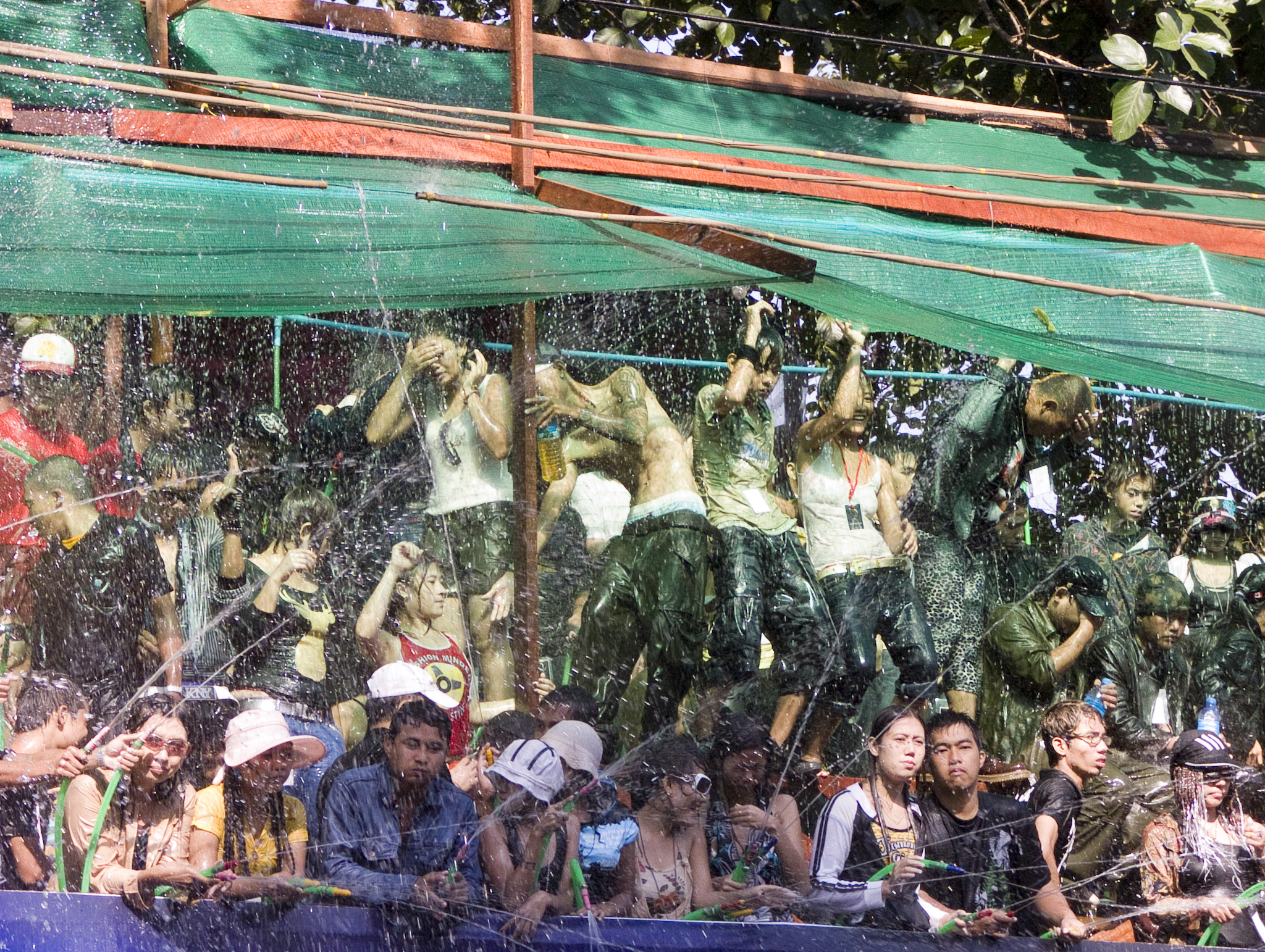
Thingyan, Burmese New Year
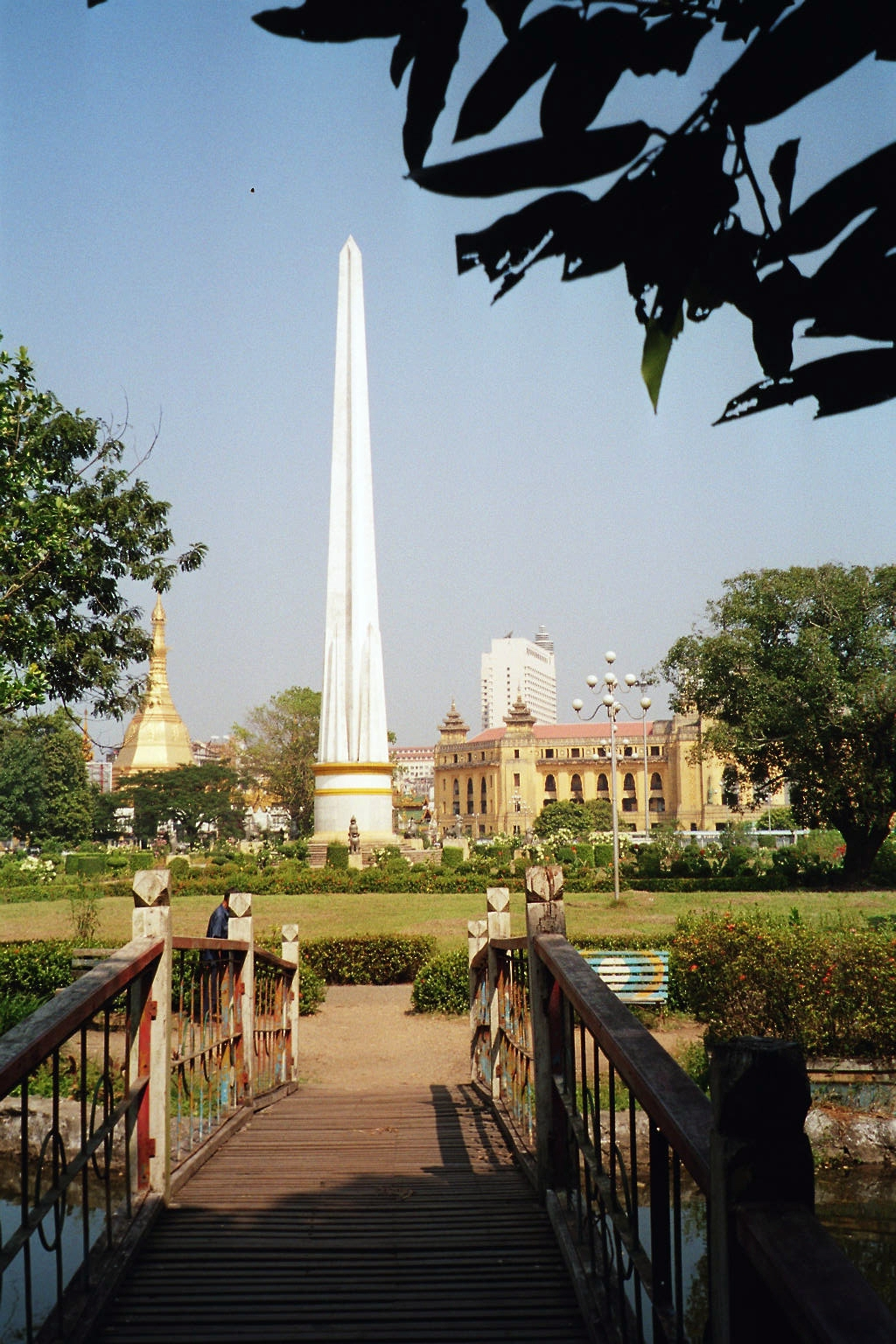
Пам'ятник Незалежності
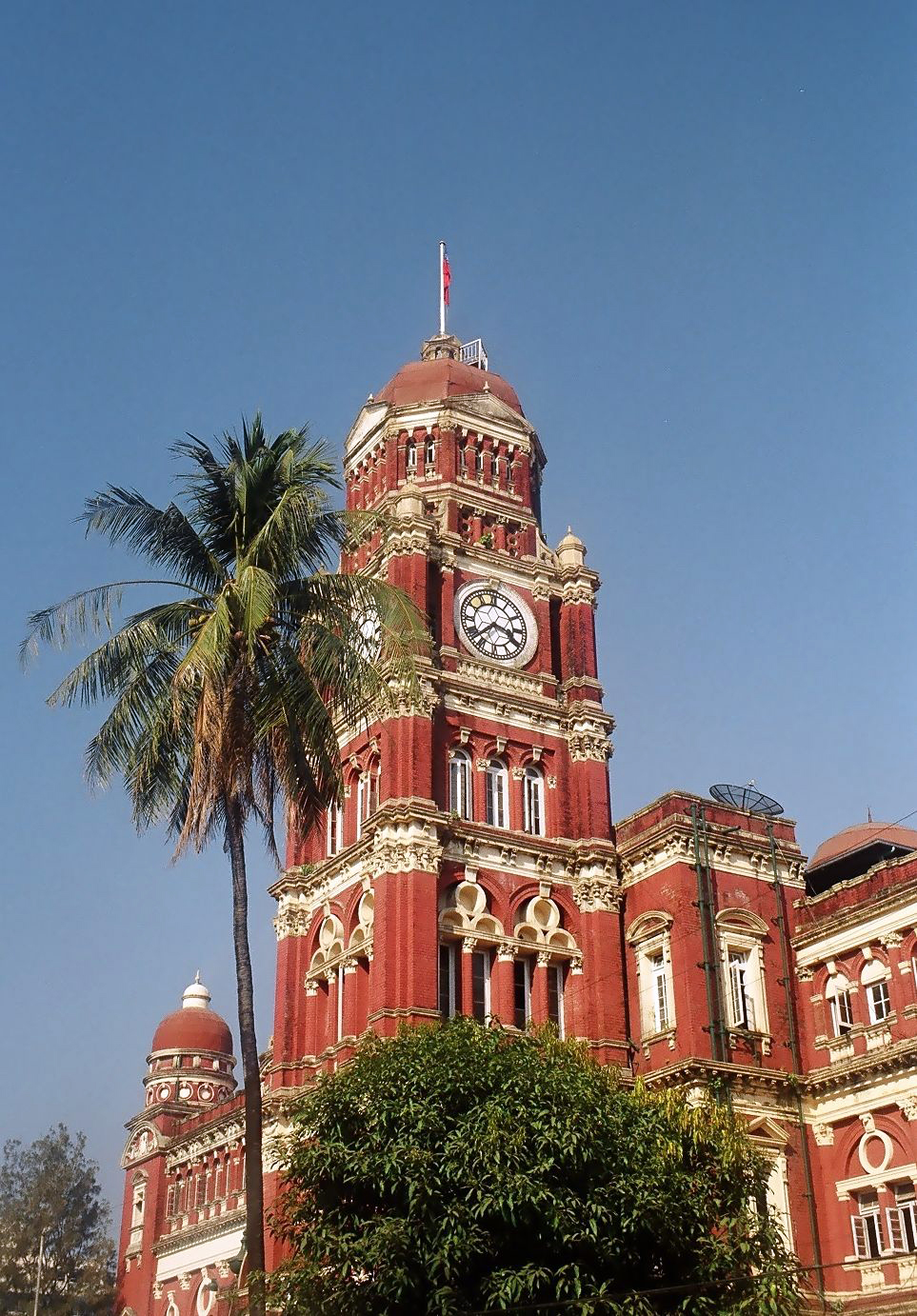
Yangon High Court
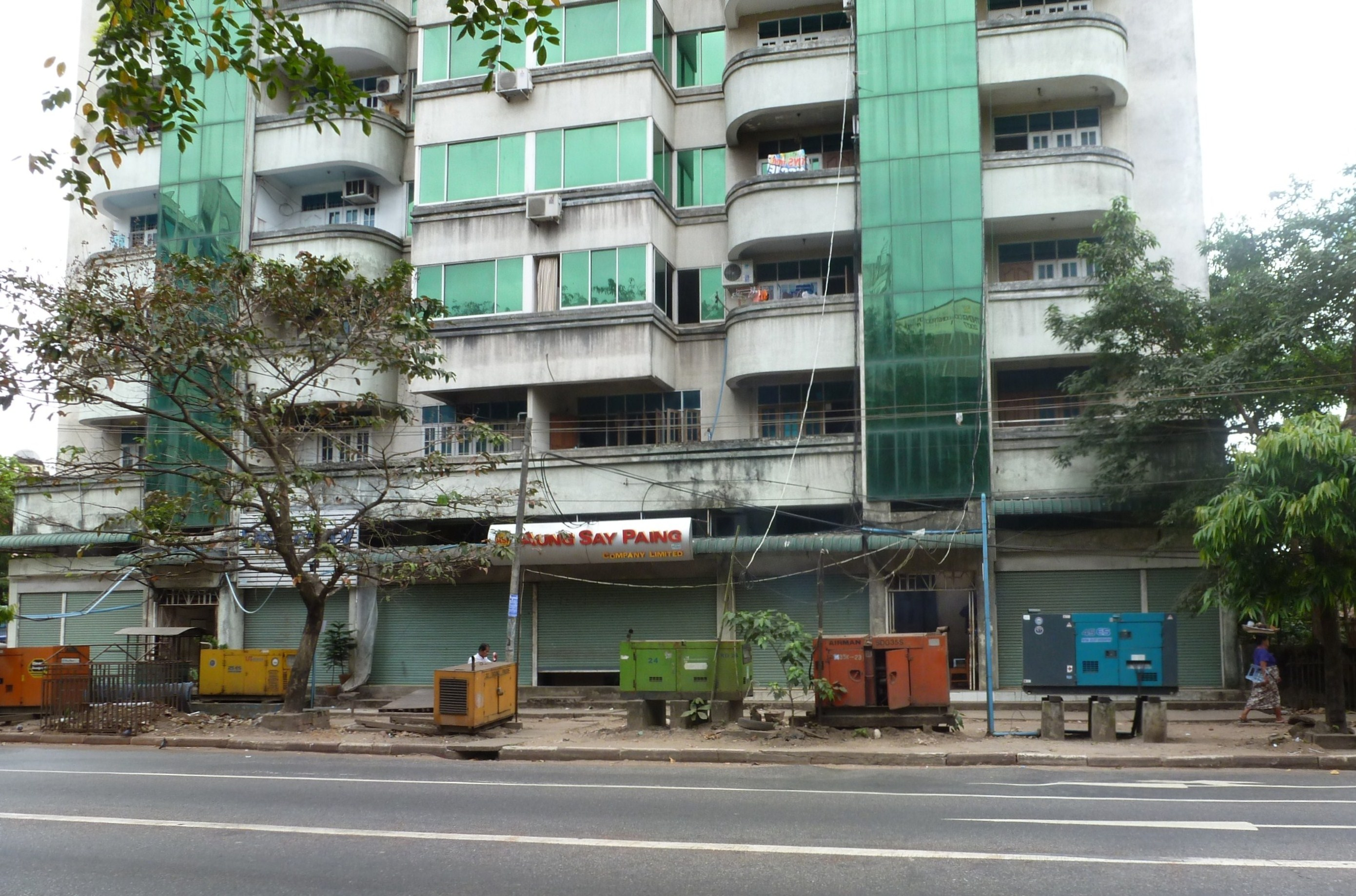
Електричні лінії на межі будинків